# Peralam
Peralam es una ciudad y nagar Panchayat situada en el distrito de Tiruvarur en el estado de Tamil Nadu (India). Su población es de 6149 habitantes (2011).

## Demografía
Según el censo de 2011 la población de Peralam era de 6149 habitantes, de los cuales 3102 eran hombres y 3047 eran mujeres. Peralam tiene una tasa media de alfabetización del 88,77%, superior a la media estatal del 80,09%: la alfabetización masculina es del 93,72%, y la alfabetización femenina del 83,79%.